# Flygets lilla fästmö
Flygets lilla fästmö (engelska: Bright Eyes) är en amerikansk dramakomedifilm från 1934 i regi av David Butler. I huvudrollerna ses James Dunn och Shirley Temple. Med i filmen finns sången "On the Good Ship Lollipop". 

## Rollista i urval
- Shirley Temple - Shirley Blake, dotter till Mary Blake
- James Dunn - James "Loop" Merritt, pilot och Shirleys gudfar
- Lois Wilson - Mary Blake, änka, Shirleys mor
- Judith Allen - Adele Martin
- Charles Sellon - farbror Ned Smith
- Theodor von Eltz - J. Wellington Smythe
- Dorothy Christy - Anita Smythe, J. Wellington Smythes hustru
- Jane Withers - Joy Smythe, J. Wellington och Anita Smythes dotter
- Brandon Hurst - Higgins, Smythes butler
- Jane Darwell - Elizabeth Higgins, Smythes kock
- Walter Johnson - Thomas, Smythes chaufför
- George Irving - domare Thompson
- Terry - Rags, Loops hund